# Иванчев, Сергей Степанович
Серге́й Степа́нович Иванчёв (1 декабря 1932, Мукачево — 16 июля 2019) — советский и российский химик, специалист в области химии высокомолекулярных соединений и технологии полимеризационных пластмасс, профессор, член-корреспондент РАН (1997), лауреат премии имени В. А. Каргина (1993).

## Биография
Родился 1 декабря 1932 года, в городе Мукачево.
В 1954 году с отличием окончил химический факультет Ужгородского госуниверситета.
В 1957 году окончил аспирантуру кафедры физической химии Львовского госуниверситета имени И. Франко, после чего работал там ассистентом кафедры физической и коллоидной химии.
С 1960 по 1970 годы работал в Одесском государственном университете имени И. И. Мечникова: старшим преподавателем новой созданной кафедры физикохимии полимеров и коллоидов, доцентом, деканом химического факультета, исполнял обязанности заведующего кафедрой физической химии.
В 1970 году защитил докторскую диссертацию.
В 1970 году принят по конкурсу в Охтинское научно-производственное объединение «Пластполимер» (Ленинград), где прошел путь заведующего лабораторией созданной им лаборатории поисковых исследований, заведующего отделом, заместителя директора института полимеризационных пластмасс, директора института, первого заместителя генерального директора объединения.
В 1973 году присвоено учёное звание профессора.
С ноября 1998 года — директор Санкт-Петербургского филиала Института катализа имени Г. К. Борескова СО РАН.
C 1997 года — член-корреспондент РАН от Отделения общей и технической химии (высокомолекулярные соединения).
Умер 16 июля 2019 года. Похоронен на Смоленском кладбище в Санкт-Петербурге.

## Научная деятельность
Области научных интересов:
Химия высокомолекулярных соединений, радикальная и каталитическая полимеризация, полимерные композиции.
Выполнил фундаментальные исследования в области радикальной олигомеризации и полимеризации различных мономеров в моногенных и гетерогенных системах с использованием радикальных инициаторов и катализаторов; установил основные закономерности и особенности протекания реакции полимеризации с использованием полифункциональных инициаторов; впервые предложил и доказал полимеризационно-рекомбинационный характер формирования макромолекул в таких системах.
Реализовал синтез новых классов полифункциональных компонентов полимеризационных систем (инициаторов, инициаторов-наполнителей, инициаторов-эмульгаторов, инициаторов-мономеров, бифункциональных катализаторов), использованных в дальнейшем для получения реакционноспособных олигомеров, полимеров и полимерных композиций.
Под его руководством разработаны способы получения новых латексов с управляемой морфологией для покрытий с улучшенными свойствами, латексов с полыми частицами для беспигментных покрытий, вибродемпфирующих полимерных композиций, доведенных до внедрения и используемых в различных отраслях промышленности.
Провел большой цикл исследований в области циглеровского катализа.
Под его руководством разработана технология получения α-бутена, реализованная на двух заводах России и проданы лицензии. Успешно ведутся исследования по постметаллоценовым катализаторам полимеризации и сополимеризации олефинов.
Член оргкомитетов ряда международных конференций по высокомолекулярным соединениям, химическому материаловедения («Материалы в экстремальных условиях»), вопросам катализа.
Читал лекции в МХТИ имени Д. И. Менделеева и Санкт-Петербургском государственном технологическом институте.
Автор и соавтор 4 монографий, более 40 обзоров, более 200 патентов. Общий список опубликованных работ включает более 600 публикаций.

## Общественная деятельность
Участие в деятельности научных организаций:
- председатель секции химии Северо-Западного отделения РАН
- член бюро Научного совета РАН по высокомолекулярным соединениям
- член Научного совета РАН по катализаторам
- член ученого совета по присуждению ученой степени доктора наук в Институте высокомолекулярных соединений РАН
- член ученого совета Института катализа имени Г. К. Борескова СО РАН
- член бюро Президиума правления Российского химического общества имени Д. И. Менделеева, заместитель председателя Санкт-Петербургского отделения
- член редколлегий журналов «Успехи химии», «Журнал прикладной химии», «Химическая промышленность»
- член экспертного совета ВАК (1973—2003)

## Награды
- Премия Совета Министров СССР (1990)
- Заслуженный деятель науки и техники Российской Федерации (1992)
- Премия имени В. А. Каргина (1993) — за цикл работ «Полифункциональные компоненты в синтезе полимеров и полимерных композиций»
- Заслуженный химик Российской Федерации (1995)
- Золотая медаль имени Б. П. Жукова (2003)
- Медаль имени К. Э. Циолковского
- Премия имени Д. И. Менделеева Правительства Санкт-Петербурга (2008) — за цикл работ «Разработка новых катализаторов, полифункциональных полимеризационных систем, технологий получения наноструктурированных латексных полимерных систем, покрытий специального назначения, контактных линз длительного ношения и мембран для топливных элементов»[3]
- Заслуженный ветеран Сибирского отделения РАН (18 мая 2015) — в связи с 58-й годовщиной создания СО РАН и за особый личный вклад в выполнение стоящих перед Отделением основных задач
- Золотой значок РХО имени Д. И. Менделеева
- Орден за заслуги перед химической промышленностью
- Почетный инженер Санкт-Петербурга